# Torbjörn Nilsson (journalist)
Torbjörn Arne Nilsson, född 6 juni 1980, är en svensk journalist.

## Biografi
Nilsson är uppvuxen utanför Kisa i Östergötland. Tillsammans med sin äldre bror Henrik är han medlem i indiepopbandet Peggy Lejonhjärta.
Nilsson har har gjort sig känd för långa, gestaltande och fördjupande texter om svensk inrikespolitik. Han arbetade som ung reporter på Dagens Nyheter, Svenska Dagbladet och Östgöta Correspondenten. Han var 2005 med och startade tidningen Fokus och var i många år dess politikredaktör. Mellan 2014 och 2021 skrev han kolumner om svensk politik i Expressen. År 2021 lämnade han Expressen för att arbeta på Svenska Dagbladets nyhetsredaktion. Han har även varit programsekreterare i Publicistklubben.
År 2010 utkom Nilssons första bok De omänskliga. Boken består av tre reportage om respektive dataintrångsaffären i folkpartiet, debatten om FRA-lagen och stridigheterna i SSU. Det gemensamma temat är "det fula" inom politiken och hur makten korrumperar. Boken beskrevs som "nyskapande" och berömdes som ”en stilistisk fullträff”.
Nilsson är ensam om att två gånger, 2006 och 2012, ha fått utmärkelsen Årets journalist av Sveriges Tidskrifter. Andra gången löd motiveringen: "Med språklig briljans och imponerande journalistisk känsla tog han med läsarna bakom kulisserna till en av årets mest uppmärksammade kriser. Hans förmåga att gestalta och förklara komplicerade politiska skeenden lyfter hans texter till internationell nivå." År 2017 utsågs han av tidningen Journalisten till Årets stilist.
År 2022 tilldelades Nilsson och hustrun och kollegan Maggie Strömberg Stora Journalistpriset i kategorin "Årets berättare" för sin artikelserie om Sveriges ansökan till Nato i Svenska Dagbladet. 2024 utkom de tillsammans med boken Högt över havet: så övergav Sverige alliansfriheten, utgiven på Albert Bonniers förlag.